# Estación de El Carpio de Córdoba
El Carpio de Córdoba es una estación ferroviaria situada en el municipio español de El Carpio, en la provincia de Córdoba (Andalucía). Las instalaciones cumplen funciones logísticas, disponiendo de una playa de vías para labores de clasificación. Carece, sin embargo, de servicios de pasajeros.

## Situación ferroviaria
Las instalaciones ferroviarias se encuentran situadas en el punto kilométrico 411,4 de la línea férrea de ancho ibérico Alcázar de San Juan-Cádiz, a 131 metros de altitud sobre el nivel del mar.

## Historia
La estación fue abierta al tráfico el 15 de septiembre de 1866 con la puesta en marcha del tramo Vilches-Córdoba de la línea que pretendía unir Manzanares con Córdoba. La obtención de la concesión de dicha línea por parte de la compañía MZA fue de gran importancia para ella dado que permitía su expansión hacia el sur tras lograr enlazar con Madrid los otros dos destinos que hacían honor a su nombre (Zaragoza y Alicante). En 1941, tras la nacionalización de los ferrocarriles de ancho ibérico, las instalaciones pasaron a formar parte de la recién creada RENFE. Con el paso de los años varias industrias locales se instalaron en las cercanías de la estación. Desde enero de 2005 Renfe Operadora explota la línea mientras que Adif es la titular de las instalaciones ferroviarias.